# Dasyvalgus inouei
Dasyvalgus inouei är en skalbaggsart som beskrevs av K. Sawada 1939. Dasyvalgus inouei ingår i släktet Dasyvalgus och familjen Cetoniidae. Inga underarter finns listade i Catalogue of Life.